# Malicorne, Allier

Malicorne este o comună în departamentul Allier din centrul Franței. În 1 ianuarie 2022 avea o populație de 768 de locuitori.